# さきがけスポーツ
さきがけスポーツは、秋田魁新報社（秋田さきがけスポーツ新聞社）がかつて発行していた秋田県のスポーツ新聞並びにスポーツ関連の二部紙である。

## 歴史
1996年、秋田県のスポーツ文化高揚を目指して日刊のスポーツ紙として創刊。全国ニュースについてはサンケイスポーツ（東京本社発行版）との紙面提携（1面に「提携・サンケイスポーツ」のクレジット）でカバーした。
2003年10月31日付で休刊し、同社の発行する秋田魁新報の夕刊スポーツ面に紙面を統合する形となった。
題字ロゴは、緑地に白抜きで「さきがけスポーツ」と表記されていた。中央競馬面はサンスポの物をそのまま掲載した。
スポーツ紙としての休刊から11年後、秋田ノーザンハピネッツ、ブラウブリッツ秋田、秋田ノーザンブレッツといった地元プロ・クラブチームへの関心の高まりを受けて、2014年1月9日から毎週木曜の別刷りスポーツ特集として「週刊さきがけスポーツ」が発刊され、さきがけスポーツの名称が復活した。